# Pedro María Artola
Pedro María Artola Urrutia (Andoain, 6 settembre 1948) è un ex calciatore spagnolo di origini basche, di ruolo portiere.

## Carriera
Difese la porta della Real Sociedad dal 1970 al 1975, ma fu titolare solo nella stagione 1974-1975. Acquistato dal Barcellona, fu titolare per otto stagioni. Giocò 311 partite ufficiali con la squadra blaugrana. La migliore annata fu il 1978-1979, quando vinse, a livello personale, il Trofeo Zamora, grazie al minor numero di gol subiti tra i portieri del campionato (solo 25 in 29 incontri). Divenne così il quinto calciatore del Barcellona a conquistare questo premio, dopo Antoni Ramallets, José Manuel Pesudo, Salvador Sadurní e Miguel Reina. Si aggiudicò anche tre Coppe di Spagna, una Copa de la Liga e una Supercoppa di Spagna. Nell'ultima stagione con il Barcellona, campionato 1983-1984, perse il posto da titolare a beneficio di Urruti, anch'egli vincitore del Zamora in quella stagione.
Non vestì mai la maglia della Nazionale spagnola, ma fu tra i convocati per il campionato d'Europa 1980 in Italia.

## Palmarès

### Giocatore

#### Club

##### Competizioni nazionali
- Coppa di Spagna: 3

Futbol Club Barcelona: 1978, 1981, 1983
- Copa de la Liga: 1

Futbol Club Barcelona: 1983
- Supercoppa di Spagna: 1

Futbol Club Barcelona: 1983

##### Competizioni internazionali
- Coppa delle Coppe: 2

Futbol Club Barcelona: 1978/1979, 1981/1982

#### Individuale
- Trofeo Zamora: 1

1978/1979